# Киричук Галина Григорівна
Галина Григорівна Киричук (нар. 21 червня 1955, с. Онишківці, нині Україна) — українська журналістка, редакторка, публіцистка, громадська діячка. Заслужений журналіст України (2007). Членка Національної спілки журналістів України (1980).

## Життєпис
Галина Киричун народилася 21 червня 1955 року в селі Онишківцях, нині Шумської громади Кременецького району Тернопільської области України.
Закінчила Львівський поліграфічний інститут (1978), Київський інститут політології і соціального управління (1986).
Від 1973 — кореспондентка редакції Шумської районної газети, відповідальна секретарка, заступниця редактора Заліщицької районної газети; головний редактор районного інформаційного центру «Новини Шумщини» та однойменної газети (1992—?), заступниця голови Шумської районної координаційної ради громадсько-політичних організацій, членка жіночої координаційної ради, від 2007 — кореспондентка журналу «Україна» (м. Київ) в Тернопільській області.

## Нагороди
- заслужений журналіст України (20 серпня 2007) — за значний особистий внесок у соціально-економічний, культурний розвиток Української держави, вагомі трудові досягнення та з нагоди 16-ї річниці незалежності України[1].